# Објективан (физикалан) преглед
Објективан (физикалан) преглед је поступак, метода у медицини, којим се утврђују промене у болесника (знаци болести). Ова метода спада је део једноставног (основног) медицинског прегледа (физикалног прегледа) и обавља се применом једноставне медицинске опреме или само рукама лекара или другог медицинског особља и може бити обављени у ординацији, болесничкој соби на терену или у стану болесника.

## Методе физикалног прегледа -општа
Физикалан преглед се мора обављати на тачно утврђен начин и одређеним редоследом. Тај редослед односи се пре свега на примену следећих физикалних метода, које се примењују редоследом како је наведено у даљем делу текста;

##### Посматрање (инспекција)
Је визуелни начин посматрања болесника и поједних његових делова тела. Ова метод пре свега подразумева упоредно посматрање целокупнок тела, или појединих његових делова и захтева доста знања и искуства од испитивача.

##### Пипање (палпација)
Је поступак којим се пипањем одређених делова тела оцењује квалитет осећаја (осећај додира, топлоте (температуре), покрета, треперења, положаја и чврстине). Палпција захтева одређена знања и обимно искуство.

##### Ударање (перкусија)
Директно ударање по појединим деловима тела болесника и ослушкивање произведеног звука и других појава које том приликом настају назива се ударање. Ударањем по површини тела производи треперење зида грудног коша, трбуха и органа смештених у дубини тела, које се у виду звучних таласа преносе до ува испитивача.

##### Ослушкивање (аускултација)
Је метода којом се ослушкују звуци (шумови) и друге звучне појаве које настају при раду поједних органа у телу, као и њихове промена које могу да настану у току појединих болести. Ослушкивање се може вршити директно постављањем ува на одређени део тела, или индиректно преко одређеног прибора који се користи у објективном прегледу.

## Методологија физикалног прегледа по системима

#### Редослед физикалног прегледа
Објективан (физикални) преглед појединих система или делова тела такође се обавлја по тачно утврђеном редоследу;
- Општа инспекција болесника,
- Објективан (физикалан) преглед главе и симетричних органа у њој.
- Обкетиван (физикалан) прегле врата,
- Обкетиван (физикалан) прегле грудног коша
- Обкетиван (физикалан) прегле трбуха и органа смештених у њој.
- Објективни преглед удова.
- Обкетиван (физикалан) прегле нервног система и чула (обавља се на крају).

## Обкетиван (физикалан) прегле здравих особа
Објективан (физикалан) обавља се често и код здравих људи у различите сврхе;
- Објективан (физикалан) преглед спортиста.
- Објективан (физикалан) преглед школске и прдшколске деце.
- Објективан (физикалан) преглед трудница и породиља.
- Објективан (физикалан) преглед новорођенчета.
- Објективан (физикалан) преглед војника за служење војног рока.
- Објективан (физикалан) преглед пре издавања лекарских уверења за обављање одређених занимања.
- Објективан (физикалан) преглед у току контролних систематских прегледа разних професија.
- Објективан (физикалан) преглед у току превентивних прегледа становништва у сврху правовременог откривања болести.